# The Love Club (песня)
«The Love Club» (с англ. — «Клуб любви») — песня новозеландской певицы Лорд с её дебютного мини-альбома The Love Club EP.

## О композиции
Композиция была написана самой исполнительницей в сотрудничестве с продюсером Джоэлом Литтлом. Через песню, исполнительница обращается к поддержке «плохой толпы». На сайте AllMusic песню назвали примером «электро-поп-медитаций о жизни, любви, вечных юношеских радостях и страданиях».
Песня была впервые выпущена в составе одноимённого дебютного мини-альбома. Позже она была также включена в расширенное издание дебютного студийного альбома исполнительницы, Pure Heroine, вышедшего в сентябре 2013 года.
После выхода мини-альбома песня была хорошо воспринята музыкальными критиками и дебютировала с семнадцатой позиции в чарте Новой Зеландии. Песня имеет золотую сертификацию в Новой Зеландии с общими продажами в 7500 копий.

## Чарты

### Еженедельные чарты
| Чарт (2013)                       | Высшая позиция |
| --------------------------------- | -------------- |
| New Zealand (Recorded Music NZ)   | 17             |
| US Bubbling Under Hot 100 Singles | 20             |
| US Hot Rock Songs (Billboard)     | 18             |

### Годовые итоговые чарты
| Чарт (2013)                   | Позиция |
| ----------------------------- | ------- |
| US Hot Rock Songs (Billboard) | 60      |